# Fouradi
Fouradi est un groupe de hip-hop néerlandais, originaire d'Amsterdam.

## Biographie
Le groupe est formé en 2005, et composé des frères Mohamed (né le 5 janvier 1982) et Brahim Fouradi (né le 19 novembre 1985). Après avoir signé sur le label Wallboomers en 2005, le duo rencontre son premier succès en 2006 avec le single 1 ding qui se classe numéro 8 dans le top 100 des Pays-Bas et y reste classé pendant 19 semaines. Les singles Flipmuziek, Bij je zijn et Gemengde Gevoelens sont également aussi des succès.
À la fin 2007, le groupe commence à travailler sur un nouvel album. En 2009, le groupe publie son premier album studio, De favoriete schoonzoons, qui est un mélange de pop, d'urban et de latin house. L'album se vendra à 175 000 exemplaires l'année de sa sortie.

## Discographie

### Album studio
- 2009 : De favoriete schoonzoons

### Singles
| Single                              | Année | Meilleur classement (Pays-Bas) | Semaines |
| ----------------------------------- | ----- | ------------------------------ | -------- |
| 1 ding                              | 2006  | 8                              | 19       |
| 1 ding (Jumpmasters Remix)          | 2007  | 95                             | 1        |
| Een nacht met jou                   | 2008  | 19                             | 7        |
| Flipmuziek                          | 2007  | 18                             | 11       |
| Lekker bezig                        | 2012  | 36                             | 6        |
| Ping!                               | 2010  | 20                             | 8        |
| Gemengde gevoelens (feat. Kim-Lian) | 2009  | 17                             | 7        |
| Stiekem (feat. Lange Frans)         | 2011  | 96                             | 2        |
| Bij je zijn (feat. Yes-R)           | 2008  | 36                             | 7        |
| Koningslied                         | 2013  | 2                              | 4        |